# 白石インターチェンジ
白石インターチェンジ（しろいしインターチェンジ）は、宮城県白石市福岡深谷にある、東北自動車道のインターチェンジ。 宮城県の東北自動車道で最も南に位置する。
白石市の市街地から北に6kmほど離れた場所に位置する。

## 道路

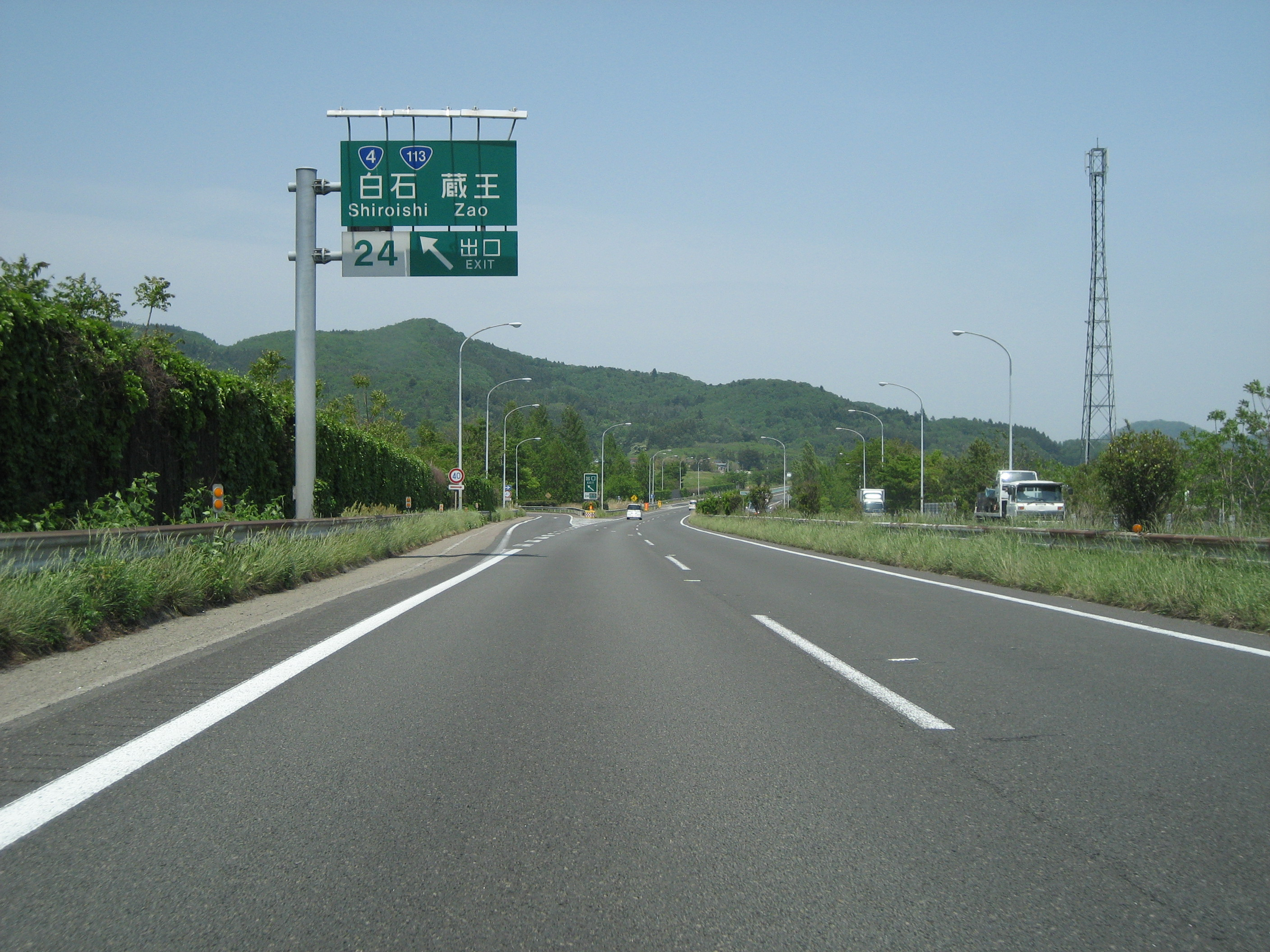
下り出口付近

- E4 東北自動車道（24番）
- 接続する道路：国道4号

## 料金所
- ブース数：5

### 入口
- ブース数：2
  - ETC専用：1
  - 一般：1

### 出口
- ブース数：3
  - ETC専用：1
  - 一般：2

## 周辺
- 蔵王農工団地
- 東北本線 白石駅
- 東北本線 東白石駅
- 東北新幹線 白石蔵王駅
- パシフィックホテル白石

## 隣
E4 東北自動車道
(23)国見IC - 国見SA - 白石中央SIC（事業中） - (24)白石IC - 蔵王PA - (25)村田IC